# André Almeida (Fußballspieler, Mai 2000)
André Almeida, mit vollem Namen Domingos André Ribeiros Almeida, (* 30. Mai 2000 in Guimarães) ist ein portugiesischer Fußballspieler, der als Mittelfeldspieler eingesetzt wird.

## Karriere

### Verein
Almeida begann mit dem Fußball schon sehr früh bei Vitória Guimarães, wo er schon früh von Scouts entdeckt wurde und im Verein immer weiter aufstieg. 2016 rückte er dann in deren B-Mannschaft auf. In der Segunda Liga brachte er es bei ihnen auf 22 Einsätze ohne Torerfolg. Am 18. August 2019 debütierte er dann im Alter von 19 Jahren in der Primeira Liga gegen Boavista Porto (1:1). Bis zum 16. Spieltag kam er auf 5 Einsätze und einem Tor. Danach wurde er nicht mehr in den Kader berufen. Sein internationales Debüt gab er im Europa-League-Qualifikationsspiel gegen den FK Ventspils, das mit 3:0 gewonnen wurde. Auch in der Gruppenphase kam er einige Male zum Einsatz. Einen Monat nach seinem Debüt in der Europa-League-Qualifikation schoss er bei einem 1:1-Unentschieden gegen den FC Rio Ave sein erstes Tor. Wettbewerbsübergreifend kam er jedoch 2019/20 nur auf 15 Einsätze und ein Tor in der Liga. In der Saison 2020/21 entwickelte sich Almeida dann zum Stammspieler und kam auf 30 Ligaspiele, wobei er zweimal traf. Die Spielzeit 2021/22 beendete er mit wettbewerbsübergreifend 36 Einsätzen in drei Wettbewerben – Liga, Pokal und Ligapokal.
Am 25. August 2022 unterschrieb Almeida einen Vertrag bis Juni 2028 bei FC Valencia.

### Nationalmannschaft
Almeida spielte bisher in einigen Nachwuchsnationalmannschaften von Portugal. Seit September 2021 spielt er für die U21-Nationalmannschaft seines Heimatlandes. Dort wird er hauptsächlich im rechten Mittelfeld eingesetzt.